# Brănești, Ilfov
Branesti là một xã thuộc hạt Ilfov, România. Dân số thời điểm năm 2002 là 8551 người.